# L'Incendi del Temple del Lotus Vermell

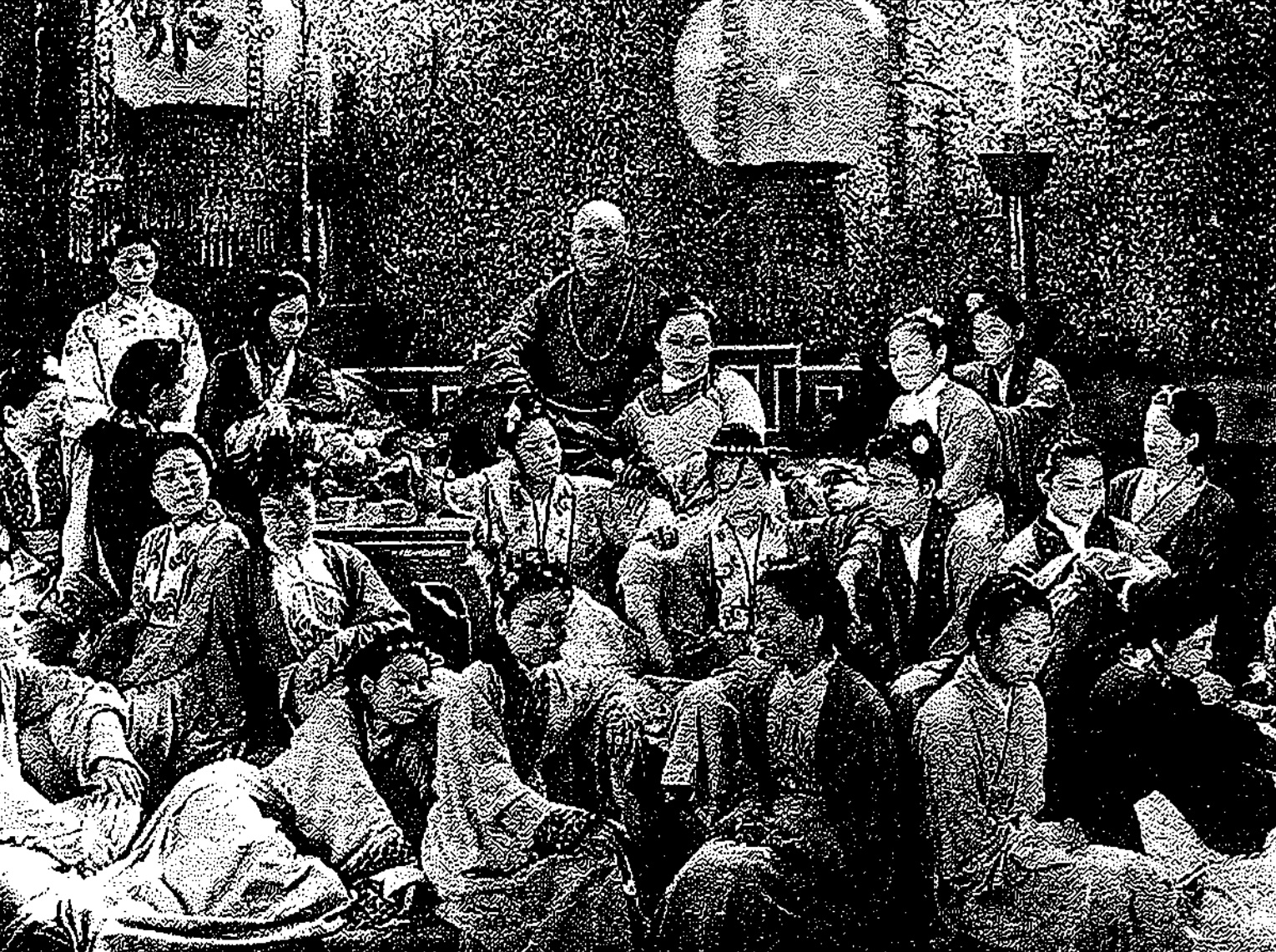
Escena del film

L'Incendi del Temple del Lotus Vermell (xinès simplificat:  火燒紅蓮寺; anglès: The Burning of the Lotus Temple). Pel·lícula xinesa muda de l'any 1928, un dels primers films xinesos de l'estil wuxia (arts marcials). Produïda per Mingxing, dirigida per Zhang Shichuan i protagonitzada , entre altres per Tang Jie i Hu Die. La pel·lícula no s'ha  conservat, excepte algunes fotografies, i suposadament, fragments del primer episodi guardats a Pequín.

## Estil i realització
Una de les seves característiques diferencials és l'ús important d'efectes especials amb trucs d'edició, que il·lustren el fort component fantàstic de la història (poders sobrenaturals com la levitació, armes màgiques i altres), per sobre de les baralles reals. Algunes de les imatges d'acrobàcies de la pel·lícula també estaven plenes d'idees innovadores en aquell moment, com l'espasa i les baralles de llum a la pantalla, la invisibilitat , fantasmes , un cavaller volador o un actor  sustentat per un filferro penjat del terrat, simulant un vol en l’aire. El film va establir estàndards estilístics per al gènere, i per al cinema xinès en general.

## Censura
El 1931, atès l'èxit de les arts marcials, i dels personatges de terror de les pel·lícules, valorades com extremadament allunyades de la cultura tradicional xinesa, el Comitè de Censura de Cinema del Govern Nacionalista (Guomindang), va ordenar la prohibició de totes les pel·lícules que promoguessin "poders estranys i el caos".  Els espectadors normals estaven encantats per les seves escenes d'acció i els seus efectes especials, tot i que lesautoritats i els intel·lectuals estaven menys impressionats. L'escriptor i novel·lista d'esquerres Mao Dun 茅盾 va assenyalar que els membres del públic emocionats van aplaudir, cridar i durant les projeccions del film. "Si heu de citar un exemple de pel·lícula xinesa que pot afectar les emocions d'un públic", va escriure, "aleshores citeu aquesta pel·lícula".  Però d'alguna forma Mao Dun la va elogiar en contra de les valoracions negatives dels escriptors de l'Escola del ànecs mandarins i de les papallones.
No es va tornar a projectar  fins a l'any 1938 a llocs com Suzhou i Changzhou.

## Estrena
Estrenada el 13 de maig de 1928 al Shanghai Central Theatre, ha passat a la història com un dels majors èxits de taquilla de l'època i arran de la rebuda entusiàstica la productora, entre 1928 i 1931 va produir divuit episodis complementaris. i va ser distribuïda per les sis companyies més importants de l'època a  Shanghai.
De 1928 a 1931, es van estrenar a la Xina un total de 227 pel·lícules d'arts marcials, d'espadatxins i de terror. El 1938, Zhang Shichuan va tornar a estrenar sis dels episodis originals a Hong Kong, aquesta vegada acompanyats d'una banda sonora. Més tard Shaw Brothers va llançar un "remake"(1965), Temple of the Red Lotus, que va representar el debut cinematogràfic d'una de les icones de les arts marcials, l'actor i director Jimmy Wang Yu.

## Argument
La pel·lícula és una adaptació d'una novel·la "The Tale of  the Extraordinary Swordsman" de Xiang Kairan, publicada per episodis el 1922.
Després de ser derrotat en una baralla per una banda local, l'oficial local Lu Fengyang envia el seu fill feble i malaltís Lu Xiaoqing, a estudiar amb un mestre de l'escola d'arts marcials Kunlun. Recuperat i fort, arriba al temple del Lotus Vermell i hi passa la nit. Incapaç de dormir, comença a mirar al voltant del temple i del palau i descobreix una habitació decorada amb moltes imatges budistes i un altar per adorar-los. Entrant per mirar al seu voltant, troba l'entrada d'una cova profunda d'on emana una opressora i desagradable olor.

## Repartiment
En la filmació hi van participar un gran nombre d'actors com Tang Jie, Wang Xianzhai, Xia Pei-Zhen Xia, Zheng Xiaoqiu, Gong Ka-Nong, Liang Sai-Zhen, Xiao Ying i l'actriu Hu Die que hi va col·laborar a partir del tercer episodi. Aquesta actriu va assolir una gran popularitat, malgrat que alguns crítics van considerar que aquests tipus de pel·lícules tenien una mala influència sobre els nens per distreure'ls de les seves tasques escolars.